# Joachim Steetz

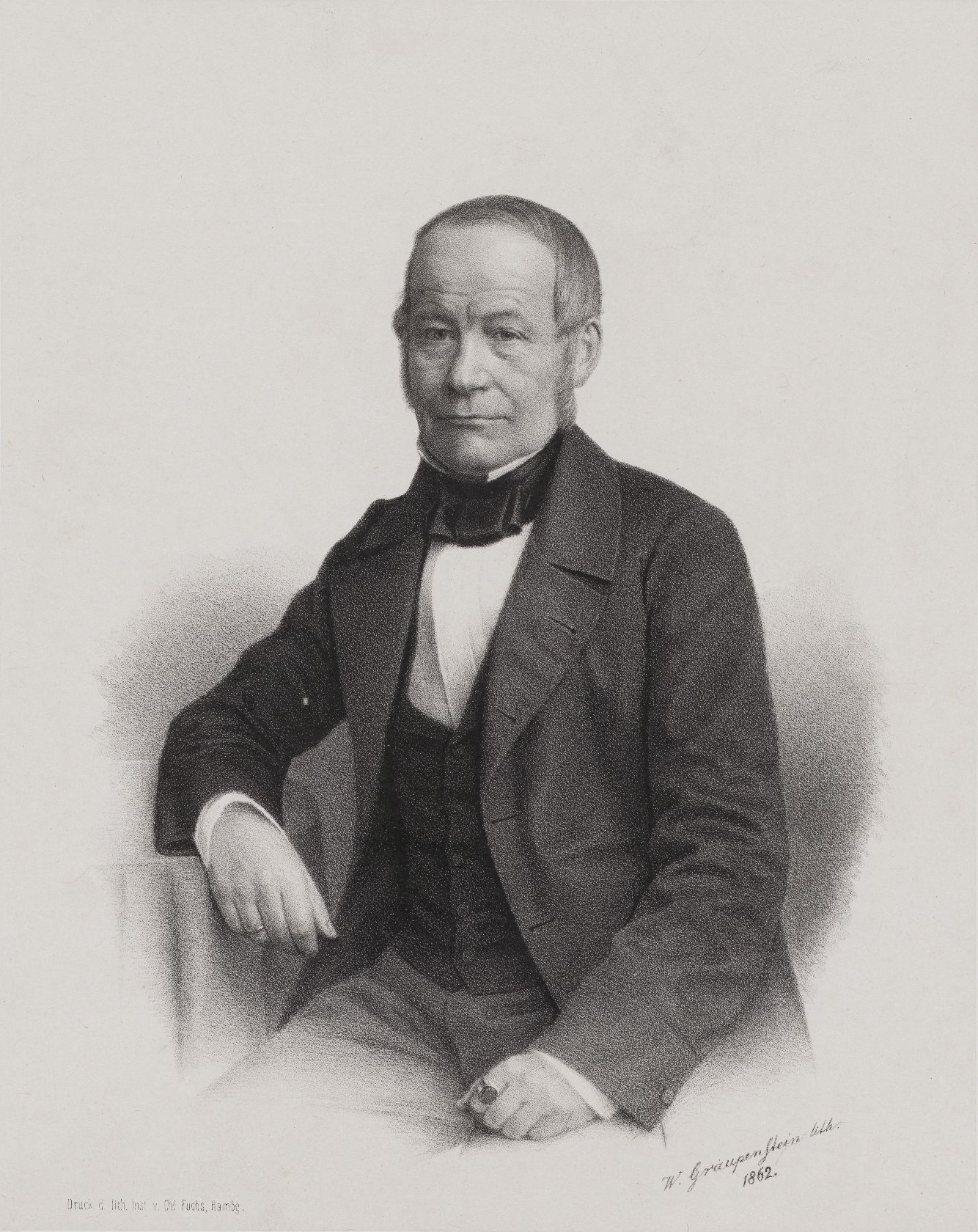
Porträt Joachim Steetz, 1862, Lithographie von Friedrich Wilhelm Graupenstein, Staats- und Universitätsbibliothek Hamburg

Joachim Steetz (* 12. November 1804 in Hamburg; † 24. März 1862 in Hamburg) war ein deutscher Mediziner und Botaniker in Hamburg.

## Leben
Joachim Steetz war ein Sohn des Zuckerfabrikanten Zimbert Joachim Steetz (1765–1847) und seiner Frau Anna Maria Schroedter. Er ging in Hamburg auf dem Johanneum und dem Akademischen Gymnasium zur Schule. Im April 1825 nahm er in Halle das Studium der Medizin auf und ging im Herbst 1826 nach Würzburg. 1829 legte er dort die Doktorarbeit De Laryngostenosi (lateinisch für „Über die Kehlkopfverengung“) in der Chirurgie vor und wurde damit promoviert. Ab ca. 1830 war er als Chirurg und Geburtshelfer in Hamburg tätig. Joachim Steetz heiratete am 23. Juli 1842 Johanna Henriette Möller. 1849 wurde er als Nachfolger von Johann Rudolph Sickmann (1779–1849) Assistent am botanischen Garten. Mit dieser Stellung waren Vorlesungen und Bestimmungen von Pflanzen verbunden. 1857 wurde er in die kaiserliche Leopoldino-Carolinischen Deutschen Akademie der Naturforscher als J.E. Smith (Nach James Edward Smith) aufgenommen. Er war Mitglied zahlreicher naturwissenschaftlicher und -forschender Vereine. Joachim Steetz war Mitglied der Commission des Naturhistorischen Museums.
Er besaß ein Herbarium mit ca. 5.000 verschiedenen Pflanzen. Nach seinem Tode kam es über Ferdinand von Müller nach Melbourne. Der Verkauf der Sammlung wurde durch Theodor Siemssen (1816–1886) arrangiert. Er betrieb in Hamburg ein erfolgreiches Handelshaus und war der Schwager von Joachim Steetz. Seine Schwester Emilie hatte 1835 den Arzt und älteren Bruder Friedrich Christian August Siemssen geheiratet.

## Schriften (Auswahl)
- Die Familie der Tremandreen und ihre Verwandtschaft zu der Familie der Lasiopetaleen, ein Beitrag für den Ausbau des natürlichen Pflanzen-Systemes, Hamburg 1853, Digitalisat
- Enumeratio plantarum quas in Australasia annis 1838-1841 collegit L[udovicus] Preiss, o. J., Digitalisat
- Revisio generis Comesperma Labill. et synopsis lasiopetalearum et büttneriearum in Nova Hollandia indigenarum. Hamburg 1847, Digitalisat
- Nekrolog [Wilhelm von Winthem]. In: Entomologischen Verein zu Stettin (Hg.): Entomologische Zeitung, 9. Jg., (Nr. 7.), 1849, S. 194–198

## Bildnisse
- Lithografie[10] um 1862, bezeichnet im Stein: Druck d. lith. Inst. v. Ch. Fuchs, Hambg. / W. Graupenstein lith. 1862. Bezeichnet im Blatt: faksimilierte Unterschrift und Lebensdaten. 35,5 × 25,1 cm.